# Rezerwat przyrody Ostrów Tarczyński
Rezerwat przyrody Ostrów Tarczyński położony jest w województwie warmińsko-mazurskim, w gminie Rybno, nadleśnictwo Lidzbark. Leży w granicach Welskiego Parku Krajobrazowego. Zajmuje powierzchnię 106,83 ha.
Akt powołujący ukazał się w M.P. z 1994 r. nr 5, poz. 40.
Celem ochrony rezerwatu jest zachowanie ze względów naukowych, dydaktycznych i krajobrazowych urozmaiconego pod względem rzeźby terenu z mozaiką siedlisk i zespołów roślinnych oraz ostoi licznych gatunków ptaków.
Rezerwat otoczony jest od północy rzeką Wel, od wschodu Jeziorem Tarczyńskim, od zachodu jeziorem Grądy. Duże zróżnicowanie siedliskowe rezerwatu powoduje różnorodność zespołów roślinnych. Występuje tu bór wilgotny, bór mieszany świeży i wilgotny, las mieszany i wilgotny, ols, łęg jesionowo-olszowy.

## Rośliny
W runie borów mieszanych rosną liczne widłaki objęte ochroną częściową (jałowcowaty Lycopodium annotinum i goździsty Lycopodium clavatum). Urozmaiceniem terenu są zagłębienia terenowe z roślinnością torfowiskową. Największe i najciekawsze pod tym względem torfowisko znajduje się w południowej części rezerwatu. Jest to zbudowany z mchów torfowców Sphagnum mszar wełniankowy z intensywnie rozrośniętymi kępami wełnianki pochwowatej Eriophorum vaginatum. Torfowisko otacza silnie nawodniony okrajek z dużym udziałem czermienia błotnego Calla palustris.

## Ptaki
Ekosystemy leśne rezerwatu oraz przylegające do nich ekosystemy bagienno-jeziorowe jeziora Tarczyńskiego i jeziora Grądy, są bardzo cenne pod względem ornitologicznym. Ostrów Tarczyński jest ostoją wielu gatunków ptaków, gnieżdżą się tu m.in. dzięcioł czarny Dryocopus martius, dzięcioł średni Dendrocopos minor, muchołówka mała Ficedula parva, puszczyk Strix aluco, bielik Haliaeetus albicilla. Na okalających rezerwat jeziorach spotkać można ptaki przelotne - krakwę Mareca strepera, głowienkę Aythya ferina, świstuna Mareca pelopone oraz lęgowe - perkoza dwuczubego Podiceps cristatus, gągoła Bucephala clangula, nurogęś Mergus merganser i zimorodka Alcedo atthis.